# The Rolling Stones 1st American Tour 1964
The Rolling Stones 1st American Tour 1964 – czwarta w historii (pierwsza amerykańska) trasa koncertowa i trzecia z sześciu tras odbytych w 1964 roku przez grupę The Rolling Stones.

## The Rolling Stones
- Mick Jagger – wokal prowadzący, harmonijka
- Keith Richards – gitara, wokal wspierający
- Brian Jones – gitara, harmonijka, wokal wspierający
- Bill Wyman – gitara basowa, wokal wspierający
- Charlie Watts – perkusja, instrumenty perkusyjne

## Lista koncertów
| Data                    | Miasto         | Miejsce                                                          |
| ----------------------- | -------------- | ---------------------------------------------------------------- |
| 5 czerwca               | San Bernardino | Swing Auditorium, Orange Show Fairground                         |
| 6, 7 czerwca 2 koncerty | San Antonio    | State Fair of Texas, Joe Freeman Coliseum, San Antonio Teen Fair |
| 12 czerwca              | Excelsior      | Big Reggie’s Ballroom, Excelsior Amusement Park                  |
| 13 czerwca              | Omaha          | Omaha Civic Auditorium                                           |
| 14 czerwca              | Detroit        | Olympia Stadium                                                  |
| 17 czerwca              | Pittsburgh     | Westview Park                                                    |
| 18 czerwca              | Syracuse       | Onondaga County War Memorial                                     |
| 19 czerwca              | Harrisburg     | Pennsylvania Farm Show Complex & Expo Center                     |
| 20 czerwca 2 koncerty   | Nowy Jork      | Carnegie Hall                                                    |